# Bezirksmuseum Floridsdorf
Bezirksmuseum Floridsdorf, voorheen het Floridsdorfer Heimatmuseum, is een streekmuseum in Floridsdorf, een district (bezirk) van Wenen in Oostenrijk. Het is gevestigd op de eerste verdieping van het Mautner Schlössl.

## Geschiedenis

### Verhuizingen
Het museum werd in 1933 als Floridsdorfer Heimatmuseum opgericht door Anton Feistl. Van 1932 tot zijn afzetting tijdens de Februari-opstand in 1934 stond hij aan het hoofd van Floridsdorf.
Het initiatief voor de oprichting was afkomstig van de schoolinspecteur Josef Tomschik. Het museum werd op 23 februari 1935 geopend in een school aan de Schloßhofer Straße 8. Tijdens de Tweede Wereldoorlog ging de collectie vrijwel geheel verloren.
In 1947 werd een vereniging opgericht om het museum nieuw leven in te blazen. Het museum werd op 10 juni 1951 heropend in het Magistratischen Bezirksamt. Vervolgens werd het in 1953 overgebracht naar het Mautner Schlössl. Na aanpassingen van het gebouw door vochtproblemen, werd het museum hier geopend op 18 juni 1960. Het is gevestigd op de eerste verdieping.

### Mautner Schlössl
De villa waar het museum sinds 1960 gevestigd is, werd in opdracht van Georg Heinrich ridder van Mautner Markhof (1840-1904) gebouwd voor zijn zoon Georg Anton. Die betrok het huis rond 1901-02. Het was aanvankelijk gebouwd in de Weense secessionsstijl. Na zijn vaders dood liet hij het ombouwen naar barokstijl en liet hij het platte dak vervangen voor een rood schilddak. Sindsdien wordt het gebouw in de volksmond het Mautner Schlössl genoemd.
Na de dood van Georg Anton Mautner Markhof in 1934 bleef zijn weduwe Emilie hier nog wonen. Toen in 1944 boven Floridsdorf bommen werden afgeworpen, vertrok zij naar Gaaden. Na de Tweede Wereldoorlog kocht de gemeente het gebouw en gebruikte het tijdelijk als vervangend onderkomen omdat het gemeentehuis was gebombardeerd.

## Collectie en evenementen
Het terrein rondom het museum is een park dat in 1966 werd genoemd naar de heemkundige Hans Smital (1860-1935).
De collectie van het museum is gericht op de ontstaansgeschiedenis van het Donaulandschap in de periode van 5000 v. Chr. tot en met de Nieuwe Tijd. Daarnaast is er aandacht voor de militaire geschiedenis en de ontwikkeling van de industrie en de spoorwegen. Een deel van de collectie richt zich op Franz Jonas, de bondspresident van Oostenrijk van 1965 tot 1974. Hij was uit Floridsdorf afkomstig.
In het museum wordt ook ingegaan op het leven van Ludwig van Beethoven. In 2013 werd een deel van de Beethoven-collectie van het nabijgelegen Erdődy-landgoed overgebracht naar het Bezirksmuseum Floridsdorf, nadat de museumfunctie daar was opgeheven. In het bezirksmuseum worden geregeld muzikale evenementen georganiseerd.